# Ryktning

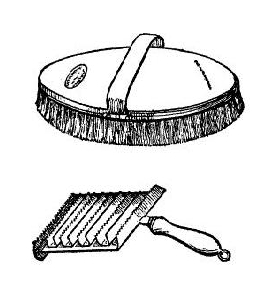
Ryktborste och ryktskrapa

Ryktning har till ändamål att hålla hästen ren och att åstadkomma fri och obehindrad hudutdunstning. Detta minskar risken för att hästens utrustning orsakar skav. Rykten innebär också massage som i sin tur påverkar hästens blodcirkulation i friskvårdande syfte.
Ryktning ingår ofta i den dagliga hästskötseln. Ryktning utförs med en tät borste som tar bort intorkat smuts och svett ur hästens hårrem och en skrapa, som borsten förs mot för att hållas ren.
Ryktningen går till på så sätt att borsten förs längs med håren och med jämn och lämpligt avpassad tryckning så att den går genom håren. Under rykten bör man stå på något avstånd från hästen så att kroppstyngden kan medverka då borsten skall tryckas intill hårrötterna. Ryktborsten förs så långt armen räcker, utom vid borstning av bringa, ben och flanker. Den stryks av på skrapan i allmänhet mellan varje borsttag. På hästens högra sida förs ryktborsten av högra handen och på den vänstra av vänstra handen. Ryktborsten bör användas med lättare hand på finhåriga och känsliga hästar. 